# Рувр-ле-Винь
Рувр-ле-Винь (фр. Rouvres-les-Vignes) — коммуна во Франции, находится в регионе Шампань — Арденны. Департамент — Об. Входит в состав кантона Бар-сюр-Об. Округ коммуны — Бар-сюр-Об.
Код INSEE коммуны — 10330.
Коммуна расположена приблизительно в 195 км к востоку от Парижа, в 90 км юго-восточнее Шалон-ан-Шампани, в 60 км к востоку от Труа.

## Население
Население коммуны на 2008 год составляло 123 человека.
| 1962 | 1968 | 1975 | 1982 | 1990 | 1999 | 2008 |
| ---- | ---- | ---- | ---- | ---- | ---- | ---- |
| 101  | 104  | 103  | 104  | 112  | 122  | 123  |

## Экономика
В 2007 году среди 83 человек в трудоспособном возрасте (15—64 лет) 66 были экономически активными, 17 — неактивными (показатель активности — 79,5 %, в 1999 году было 73,9 %). Из 66 активных работали 61 человек (33 мужчины и 28 женщин), безработных было 5 (2 мужчины и 3 женщины). Среди 17 неактивных 5 человек были учениками или студентами, 8 — пенсионерами, 4 были неактивными по другим причинам.

## Достопримечательности
- Церковь Сен-Морис[фр.] (XII век). Памятник истории с 1984 года[3]

## Фотогалерея

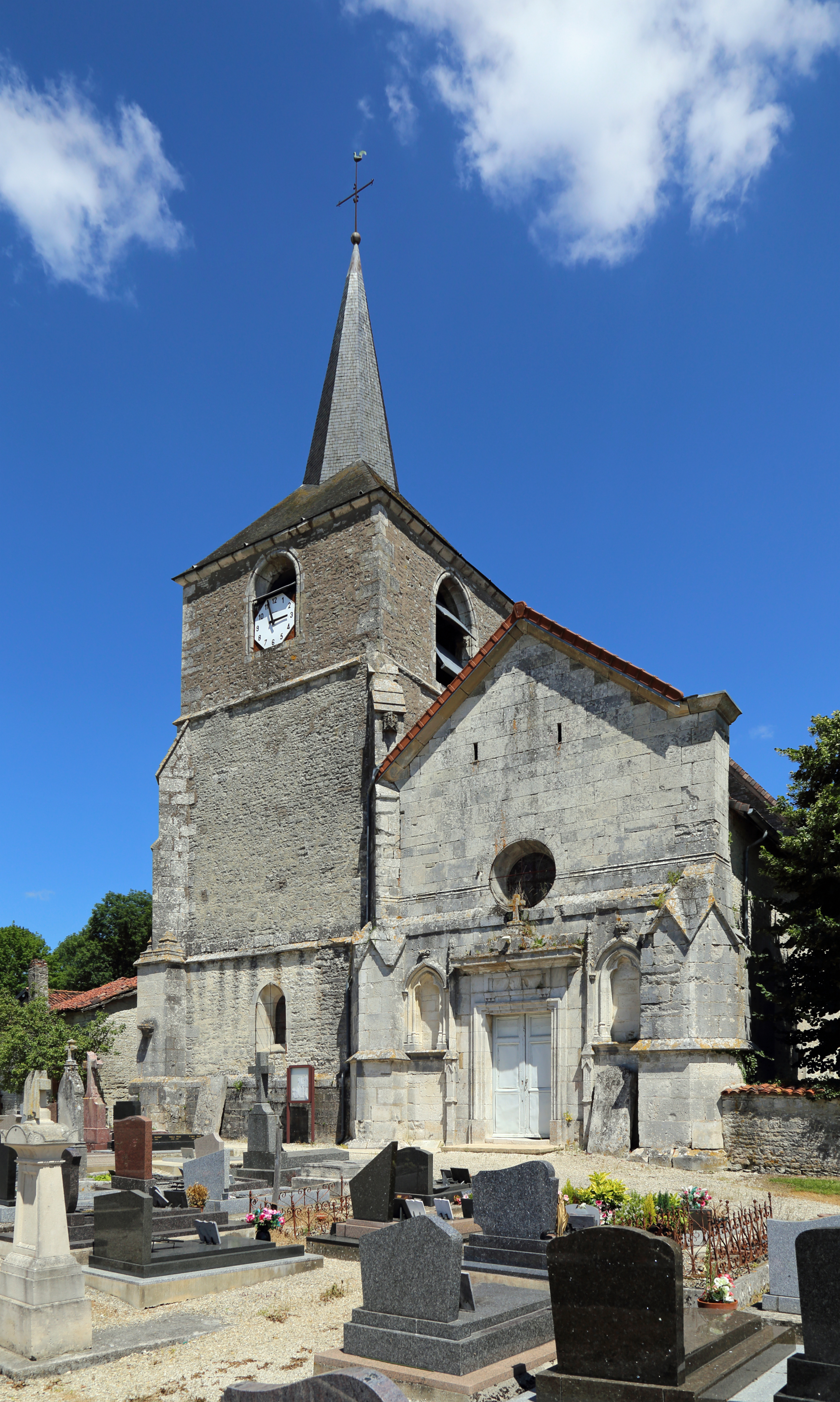
Церковь Сен-Морис
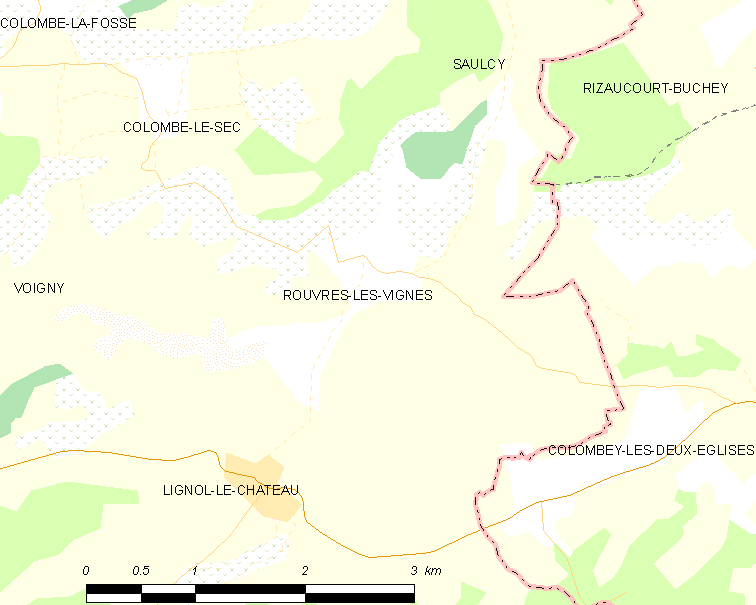
Карта коммуны